# دنیس اسلایسر
دنیس اسلایسر (اوکراینی: Денис Валентинович Слюсар؛ زادهٔ ۲۷ مهٔ ۲۰۰۲) بازیکن فوتبال اهل اوکراین است.
وی همچنین در تیم ملی فوتبال Ukraine U18 بازی کرده‌است.